# NN-200
La carretera NN-200 es una vía departamental secundaria ubicada en el departamento de Carazo. Tiene una longitud de 2.08 kilómetros y conecta la comunidad de Olla de Barro con Pio XII. Esta carretera fue construida entre los años 1991 y 1992 como parte del desarrollo rural vial del occidente del país.

## Trazado y cruces
El siguiente cuadro muestra el recorrido aproximado de la carretera:
| km   | Localidad     | Departamento | Conexión / Ruta |
| ---- | ------------- | ------------ | --------------- |
| 0.0  | Olla de Barro | Carazo       |                 |
| 2.08 | Pio XII       | Carazo       |                 |